# Cattedrale anglicana di San Paolo (Valparaíso)

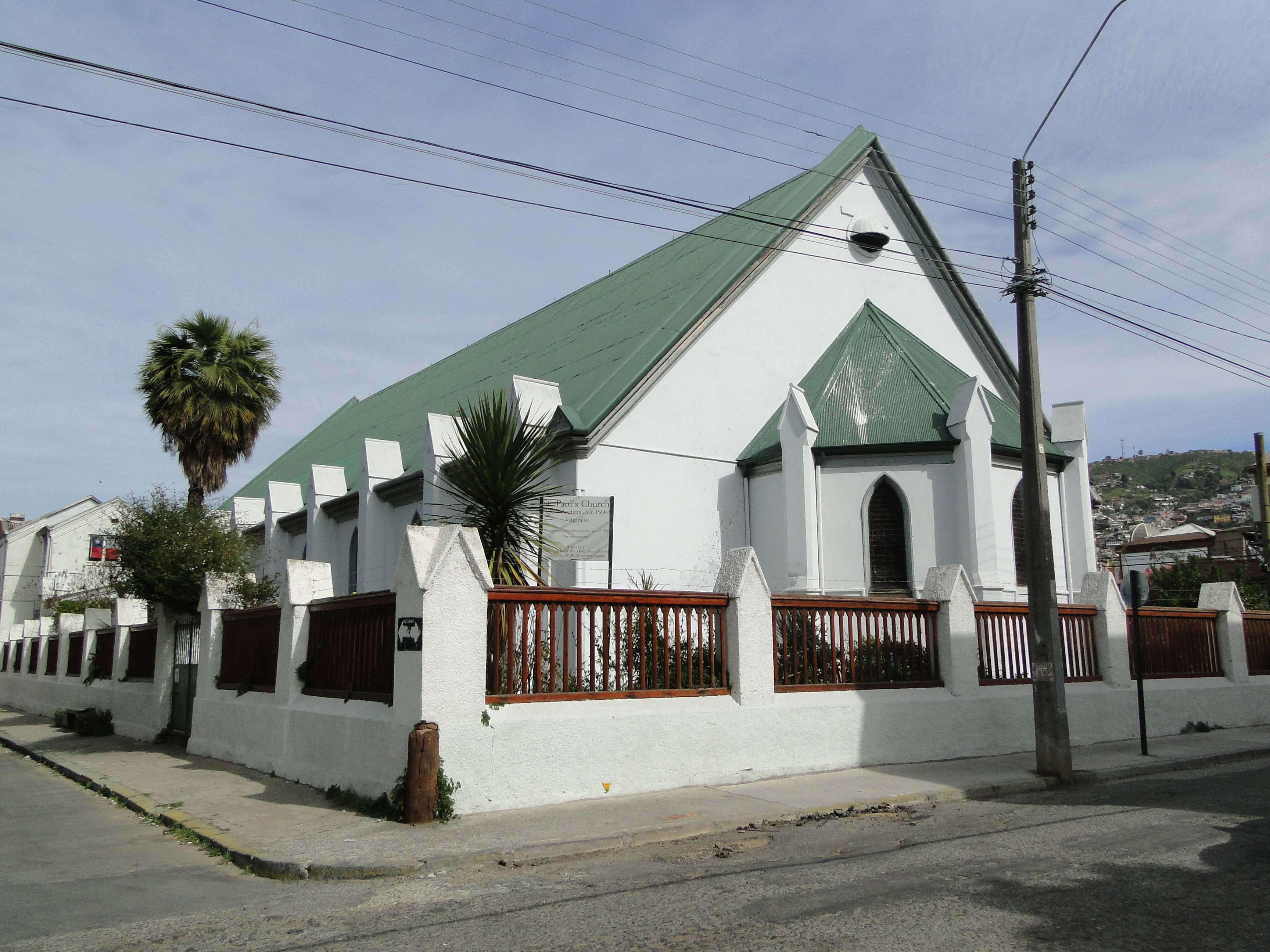
Vista dell'edificio nel 2012

La Cattedrale anglicana di San Paolo è un tempio anglicano ubicato sul cerro Concepción nella città di Valparaíso. È stato dichiarato monumento storico il 19 luglio 1979 ed è divenuto una cattedrale il 19 marzo 2016.

## Storia
A partire dal 1837 iniziarono ad arrivare sporadicamente nella città dei cappellani anglicani, per servire la comunità anglosassone residente a Valparaíso. Il divieto di culto in pubblico per religioni diverse da quella cattolica rendeva molto difficili i servizi religiosi, così come proibiva i luoghi di ritrovo per i fedeli di altre religioni, che venivano chiamati "dissidenti". In Cile si promulgó una legge che permise il culto privato di religioni distinte alla cattolica solo nel 1865.
Nel 1857 il console britannico William Rouse decise ad organizzare una raccolta di fondi col fine di comprare terreni e costruire una chiesa anglicana.
La costruzione del tempio anglicano fu fortemente ostacolata, al punto di considerare che non potesse essere di grandezza maggiore che l'edificio riservato alla Chiesa cattolica, né avere una porta più grande.
Il disegno della cattedrale è stato terminato nel 1858 dell'architetto e ingegnere inglese William Lloyd, che era giunto in Cile per costruire la ferrovia di Valparaíso a Santiago. Dopo il terremoto del 1906, la chiesa è stata restaurata da Carlo Federico Claussen infine, nel 1912, ha assunto la forma odierna.
Lo stile dell'edificio è neogotico, dotato di una sola navata con la struttura di legno. Il tetto è coperto di ferro galvanizzato.